# Abbaye Notre-Dame de Billon
L'abbaye Notre-Dame de Billon est une ancienne abbaye cistercienne fondée au XIIe siècle par Burcard, abbé de Balerne, sur les bords de la Loue à Buillon dans l'actuelle commune de Chenecey-Buillon dans le département du Doubs en région Bourgogne-Franche-Comté. Désaffectée à la Révolution, elle fut revendue comme biens du clergé. Aujourd'hui, à part le palais abbatial transformé en château, il ne reste plus que des ruines de l'abbaye. 

## Histoire
L'abbaye Notre-Dame de Billon (nommée aussi Billoy ou Billy) est fondée, au début du XIIe siècle, par l'abbé Burcard (ou Bourcard) de Balerne, disciple de saint-Bernard de Clairvaux. L'abbé de Balerne qui était directeur d'une communauté de femmes retirées près de Salins (qui deviendra plus tard l'abbaye Notre-Dame de Migette), cherchait un lieu pour établir un monastère, aussi les trois frères Artaud, Hugues  et Étienne de Chenecey lui offrirent-ils un terrain sur les rives de la Loue en amont de Chenecey-Buillon à une trentaine de kilomètres de Besançon,. L'abbaye est consacrée en 1134 par Humbert de Scey, archevêque de Besançon en présence de Renaud III, comte de Bourgogne.
Malgré l'aide des seigneurs de Scey et de Châtillon, l'exemption de charges, le bénéfice de droits de pêche et de pâture, le monastère ne connut jamais la prospérité.
A la Révolution, l’abbaye possède 6 000 à 7 000 francs de revenus, mais le monastère n’est plus tenu que par trois moines au lieu de huit. Après la désaffectation du site, en 1790, les bâtiments sont vendus comme biens du clergé. 

## Architecture et description
L’abbaye est établie sur un terrain en pente douce à l’intérieur d’un méandre en rive droite de la Loue, au fond  de la vallée creusée dans le plateau. Elle est  isolée du monde extérieur par les falaises environnantes hautes de 70 m. 
Les premiers bâtiments conventuels sont construits en bois ; ils sont rebâtis en pierre dès que les ressources des moines l'ont permis. Ils comprenaient tous les éléments nécessaires à la vie communautaire (réfectoire, dortoir, cloître…).
Les bâtiments se développaient autour du cloître compartimenté par quatre parterres fleuris et accolé au flanc nord de l'église abbatiale. Longue de 53 m sur 24 m de large, l'église est édifiée selon un plan “bernardin” rectangulaire : nef de huit travées, transept avec des croisillons s’ouvrant chacun sur deux chapelles. Elle est consacrée le 12 avril 1140 sous le titre de l’Annonciation puis sous le vocable de Notre-Dame en 1147.
A l'est du bloc monastique, au fond d'une cour, on trouvait le quartier réservé à "Monsieur l'Abbé" avec le palais abbatial, son jardin et son verger.
Le moulin de l'abbaye, situé en amont de l'abbaye, était alimenté par un canal qui dérivait une partie des eaux de la Loue grâce à un barrage situé à la Fougère.
Aujourd’hui, il ne reste que le palais abbatial transformé en château, quelques ruines de l’abbaye et le parc est désormais occupé les aménagements faits par le peintre James Tissot au XIXe siècle : dépendances dont un moulin sur la Loue.

## Filiation et possessions
Notre-Dame de Billon  est fille de l'Abbaye de Balerne et mère de Saint-Léonard des Chaumes.
Pierre II de Scey fonde  l'abbaye en 1133 avec l’archevêque Anséric et les seigneurs de Chenecey  et de Châtillon. Il affranchit du cens le lieu d'édification du monastère et lui donne ses droits de pêche dans la Loue, il participe également à l'arbitrage des différends qu'il y avait entre les religieux et Guy de Meilant au sujet de ce chevalier sur les terres de l'abbaye Notre-Dame de Migette et de Sainte-Anne ainsi que sur ceux qui existaient entre eux et Hugues de Lay ; par la suite les membres de cette famille font de nombreux dons à l'abbaye de Billon. Très pauvre à ses débuts, l'abbaye est dotée par les maisons nobles des environs ; d’anciens titres la nomment ” Bullio pauper”.
Vers 1180 les biens de l'abbaye augmentent des droits d'usage des forêts d'Avanne par Gisebert de Faucogney, seigneur du lieu et en 1195 les sires de Salins lui donnent la quatrième partie d'une chaudière (nécessaire dans la production de sel). En 1237 c'est au tour de Richard de Scey, dit Richard de Montbéliard, de donner à l'église de Billon l'usage des bois, des pâturages et des fontaines de Fertans, de Moutiers, de la châtellenie de Durnes et de la forêt de Joux. Les possessions de l'abbaye augmentent encore avec les dons d'Étienne d'Éternoz, damoiseau, qui offre le patronage des églises d'Éternoz et de Colans en 1243.
En 1252, Jean de Chalon fait une donation de l’usage de ses bois du Jura pour le repos de l’âme de sa femme, Élisabeth de Courtenay. En 1395, Jacques II de Saffloz, abbé de Buillon, et son monastère s’engagent à célébrer perpétuellement une messe du Saint-Esprit puis un anniversaire pour le duc Philippe de Hardi, à condition que celui-ci leur restitue la rente de 15 livres sur la saunerie, rente qu’ils tenaient de la libéralité de Richard de Montbéliard, seigneur d’Antigny et de Montrond.

### Les perles d'Huberte de Scey
La légende des larmes  de la dame de Scey a trouvé son épilogue dans la possession de perles miraculeuses par l'abbaye :
Pierre de Scey part en Croisade, laissant au château son épouse et leur fils nouveau-né, mais il est fait prisonnier des Sarrasins qui réclament une forte rançon pour sa libération, sinon il sera exécuté. Très pauvre, Huberte prend le chemin de la Palestine avec son fils et une statuette de la Vierge qu'elle prie ardemment. Elle arrive le dernier jour du délai accordé, mais on lui refuse de voir son époux une dernière fois. L'épouse en pleurs réclame le secours de Marie. La nuit venue, celle-ci lui apparaît et lui remet un collier composé de trois rangées de perles d'une extraordinaire qualité, symbole de toutes les larmes qu'elle a versées.  Le lendemain, elle retourne voir les géôliers qui se contentent de quelques perles pour libérer son époux. D'autres perles servent à payer le retour puis restaurer le château et verser plusieurs aumônes dont la principale va à l'abbaye de Buillon réputée pour être la plus pauvre du comté.
Quelques perles placées dans un reliquaire étaient en effet présentées au visiteurs de l'abbaye comme les larmes de la dame de Scey.

## Liste des abbés
Armorial : D'or à deux roses de gueules en chef et un trèfle de sable en pointe.
- Virricus mourut en 1147[4].
- Quintavallis en 1158.
- Hugues I en 1178.
- Lambert en 1220.
- Pierre I en 1264.
- Henri en 1273.
- Étienne De Villers en 1286.
- Willerme en 1300.
- Bertrand en 1303.
- Guillaume I en 1305.
- Jacques I de Gillois en 1306.
- Baudouin d'Arbois en 1326.
- Guillaume II de Mamirole en 1349.
- Pierre II de Gendrey en 1363.
- Edme de Rochefort en 1369.
- Gui I de Longepreme en 1374.
- Jean I de Veniere en 1383.
- Allard en 1400.
- Jacques II de Saffloz en 1408.
- Laurent de Salins en 1414.
- Jean II de Cendrecour mort en 1438.
- Jean III de Montigni en 1460.
- Guillaume III Chifflet en 1479.
- Jean IV de Dijon en 1484.
- Hugues II de Savoye en 1492,
- Antoine de Vy en 1496.
- Nicolas I Peyret en 1510.
- Vincent Marlet mourut en 1540.
- Gui II de Canoz nommé en 1540, mourut en 1555.
- Hubert de Canoz mort en 1570,
- Pierre III Galet mort en 1583,.
- Jacques III de Montrichard mort en 1603.
- Pierre IV de Montrichard mort en 1611.
- Nicolas II Boutechoux-de-Lavillette mort en 1622.
- Louis de La Tour en 1638.
- Jean-Baptiste Bailly, dernier Abbé régulier, mort en 1666.
- N. de Lizola, vice-Président à Bruxelles, nommé en 1667, dépossédé par le suivant.
- Jean Bontemps de Salans, jusqu'en 1677, conseiller-clerc au Parlement de Dole et chanoine de l'église de Besançon, nommé par Louis XIV lors de la première, conquête de la province en 1668.
- François Marlet, conseiller-clerc et chanoine de Besançon, mort en exil à Rouane en 1690.
- François Ricard, Curé dans le diocèse de Paris, nommé en l690, se démit en 1720.
- François-Marie Bocquet De Courbouzon, obtint l'abbaye à l'âge de quinze ans, se démit en 1726.
- Louis-Albert de Lezay de Marnesia, Comte de lyon, Évêque d'Evreux, et abbé de Bellevaux, s'est démis en 1731.
- Guillaume Pelissier, prêtre du diocèse de Fréjus, aumônier du Cardinal de Fleury, mort en 1735.
- Simon Morin, chapelain ordinaire de la Reine, mort le 13 avril 1773.
- Louis de Muly, supérieur-général de l'Oratoire, nommé le 20 avril 1773.

## Sources